# سد سریناگارهندی
سد سریناگارهندی (به لاتین: Srinagarind Dam) یک سد خاکی در تایلند است که در شهرستان سی سوات واقع شده‌است.